# 이니셜 D
《이니셜 D・두문자 D》(일본어: 頭文字(イニシャル)D)는 일본의 작가 시게노 슈이치의 만화 작품 및, 이를 원작으로 하는 애니메이션 시리즈이다. 이 작품은 공공도로에서 자동차를 고속주행하는 '하시리야(走り屋)'들의 이야기를 그린 작품이다.
일본에서는 고단샤 영 매거진에서 1995년부터 연재를 시작하여 2013년 7월 29일 영 매거진 35호(2013년판)를 끝으로 완결되었다. 단행본은 2013년 11월 16일에 48권을 끝으로 완결하였다. 대한민국에서는 1997년부터 학산문화사에서 내놓기 시작하여 2014년 2월 25일에 단행본 48권을 끝으로 완결하였다.

## 줄거리
고교생 주인공 후지와라 타쿠미(藤原 拓海)는 평소 멍해보이고 차에 대한 지식은 거의 없는 것처럼 보였지만, 사실은 젊은 시절 서킷과 랠리 및 스트리트 레이싱 등 전 레이싱 분야에서 전설의 레이서였던 아버지 후지와라 분타(藤原 文太)의 두부 배달을 중학교 1학년 때부터 거들며 신기에 가까운 운전 기술을 익히고 있었다. 10년도 더 된 구형차인 토요타 AE86 스프린터 트레노를 몰고 압도적으로 빠른 드라이버와 차의 도전을 차례차례 이겨나가는 타쿠미. 타카하시 료스케(高橋 涼介)의 기간 한정 원정팀 '프로젝트 D'에 참가하여 공도최속을 향해 달리게 된다.

## 이니셜D 전권 보기
조인스 프라임에서 《이니셜D 보관됨 2019-04-02 - 웨이백 머신》 전권을 볼 수 있다.

| 1권 미리보기 보관됨 2019-04-02 - 웨이백 머신                | 2권 미리보기 보관됨 2019-04-02 - 웨이백 머신     | 3권 미리보기 보관됨 2019-04-02 - 웨이백 머신              |
| ----------------------------------------------------------- | ------------------------------------------------ | --------------------------------------------------------- |
| - 팔육을 사자! - 로터리 브라더스 - 두부공장 아들의 드리프트 | - 탁미! 전광석화 - 탁미의 승리 비결 - 바닷가에서 | - 탁미의 전속력 드라이브 - GT-R을 추격하라!! - 한계바틀!! |

| 4권 미리보기 보관됨 2019-04-02 - 웨이백 머신          | 5권 미리보기 보관됨 2019-04-02 - 웨이백 머신                | 6권 미리보기 보관됨 2019-04-02 - 웨이백 머신                    |
| ----------------------------------------------------- | ----------------------------------------------------------- | --------------------------------------------------------------- |
| - 천재의 요령터득 - 초초한 싱고 - 반격! 다운힐의 진수 | - 드리프트 대 드리프트 - 고전하는 탁미 - 통한의 언더 스테어 | - 널 위해서라면 뭐든지… - 미지에 대한 도전 - 후미타의 호언 장담 |

| 7권 미리보기 보관됨 2019-04-02 - 웨이백 머신                                                | 8권 미리보기 보관됨 2019-04-02 - 웨이백 머신          | 9권 미리보기 보관됨 2019-04-02 - 웨이백 머신                  |
| ------------------------------------------------------------------------------------------- | ----------------------------------------------------- | ------------------------------------------------------------- |
| - 케이스케에게 사각은 없다! - 힐크라임에서의 격투 - 무시 무시한 하이테크 전투기를 추격하라! | - 새로 나타난 강적 - 최강군단의 그늘 - 무시 당한 팔육 | - 세이지의 분노 - 저속 코너의 함정 - 필살의 도랑타기 파트 2!! |

| 10권 미리보기 보관됨 2019-04-02 - 웨이백 머신                        | 11권 미리보기 보관됨 2019-04-02 - 웨이백 머신                | 12권 미리보기 보관됨 2019-04-02 - 웨이백 머신         |
| -------------------------------------------------------------------- | ------------------------------------------------------------ | ----------------------------------------------------- |
| - 충격적인 목격! 아카기로 - 쿄우이찌의 테크닉 - 울어라, 나의 4A-G여! | - 흑과 백의 섬광 - 보이지 않는 모험 - 공포의 돌파구를 찾아라 | - 케이스케 VS. 와타루 - FD 위기일발! - 첫사랑의 행방? |

| 13권 미리보기 보관됨 2019-04-02 - 웨이백 머신                        | 14권 미리보기 보관됨 2019-04-02 - 웨이백 머신                     | 15권 미리보기 보관됨 2019-04-02 - 웨이백 머신            |
| -------------------------------------------------------------------- | ----------------------------------------------------------------- | -------------------------------------------------------- |
| - 색채의 나라 사이타마(의미불명) - 꽝 터보의 위력 - 봉인이 풀린 순간 | - 도전! 이로하 고개 - 끝내지 못한 바틀 - 미스 파이어링 VS. 저중심 | - 새벽녘의 협정 - 새롭게 출현한 강적 - 고가시라의 커리어 |

| 16권 미리보기 보관됨 2019-04-02 - 웨이백 머신 | 17권 미리보기 보관됨 2019-04-02 - 웨이백 머신 | 18권 미리보기 보관됨 2019-04-02 - 웨이백 머신         |
| --------------------------------------------- | --------------------------------------------- | ----------------------------------------------------- |
| - 공중전 - 눈물의 위력 - 신입아르바이트생     | - 고백 - 발렌타인데이는 괴로워 - 봄의 발소리  | - 도랑을 공략하라! - 토오루의 대패 - 풀파워 힐클라임! |

| 19권 미리보기 보관됨 2019-04-02 - 웨이백 머신         | 20권 미리보기 보관됨 2019-04-02 - 웨이백 머신                      | 21권 미리보기 보관됨 2019-04-02 - 웨이백 머신          |
| ----------------------------------------------------- | ------------------------------------------------------------------ | ------------------------------------------------------ |
| - 결전 전야 - 다이키 VS 탁미 - 무서운 다이키의 실력!! | - FF터보를 조종하는 남자 - 함정에 빠진 케이스케 - 웃음이 사라질 때 | - 승리를 향한 스타트라인 - 프로인 이상 - 사라지는 라인 |

| 22권 미리보기 보관됨 2019-04-02 - 웨이백 머신 | 23권 미리보기 보관됨 2019-04-02 - 웨이백 머신   | 24권 미리보기 보관됨 2019-04-02 - 웨이백 머신 |
| --------------------------------------------- | ----------------------------------------------- | --------------------------------------------- |
| - 악몽의 머신 - 팔오 터보 - 파란의 쉐이크다운 | - 전초전 - 싱글터보 VS 트윈터보 - 백열의 랑데부 | - 불확정 요소 - 잠깐의 휴식 - 사투의 출발신호 |

| 25권 미리보기 보관됨 2019-04-02 - 웨이백 머신     | 26권 미리보기 보관됨 2019-04-02 - 웨이백 머신      | 27권 미리보기 보관됨 2019-04-02 - 웨이백 머신                                     |
| ------------------------------------------------- | -------------------------------------------------- | --------------------------------------------------------------------------------- |
| - 와타루의 진보 - 모티베이션의 비밀 - 라이벌 의식 | - 혼란과 고독 - 이쯔기 폭주 - 사랑하는 남자의 품에 | - 절망의 끝에서 울리는 로터리 사운드 - 분노의 힐 클라임 - 공도로의 챔피언, 란에보 |

| 28권 미리보기 보관됨 2019-04-02 - 웨이백 머신 | 29권 미리보기 보관됨 2019-04-02 - 웨이백 머신      | 30권 미리보기 보관됨 2019-04-02 - 웨이백 머신         |
| --------------------------------------------- | -------------------------------------------------- | ----------------------------------------------------- |
| - 케이스케와 쿄우코 - 고독한 러너 - 신천지로  | - 소모전의 예감 - 최강의 코너링 머신 - 고스트 라인 | - 무너져 가는 밸런스 - 임계점 - 신의 발은 내가 꺾는다 |

| 31권 미리보기 보관됨 2019-04-02 - 웨이백 머신        | 32권 미리보기 보관됨 2019-04-02 - 웨이백 머신     | 33권 미리보기 보관됨 2019-04-02 - 웨이백 머신           |
| ---------------------------------------------------- | ------------------------------------------------- | ------------------------------------------------------- |
| - 가속하는 케이스케 - 겹쳐지는 좌표 - 노도와 같은 골 | - 동승 주행 - 반석 같은 컨트롤 - 진짜는 어느 쪽?! | - 천재 드라이버도 보통 남자 - 성장의 근원 - 새로운 전장 |

| 34권 미리보기 보관됨 2019-04-02 - 웨이백 머신               | 35권 미리보기 보관됨 2019-04-02 - 웨이백 머신 | 36권 미리보기 보관됨 2019-04-02 - 웨이백 머신 |
| ----------------------------------------------------------- | --------------------------------------------- | --------------------------------------------- |
| - 고바야카와의 불만 - 침묵하는 케이스케 - 북 관동 총알 보이 | - 오미야의 각성 - 벼랑끝 - 파란의 시작        | - 롤케이지 - 미드십 스페셜리스트 - 탁미 출격  |

| 37권 미리보기 보관됨 2019-04-02 - 웨이백 머신                | 38권 미리보기 보관됨 2019-04-02 - 웨이백 머신 | 39권 미리보기 보관됨 2019-04-02 - 웨이백 머신 |
| ------------------------------------------------------------ | --------------------------------------------- | --------------------------------------------- |
| - 료우스케의 예측 - 단거리의 프로 - 진짜 레이서 VS. 사이보그 | - 예상 - 특훈 - 폭풍 전의 고요함              | - 개선(凱旋) - 심퍼시(sympathy) - 사신(死神)  |

| 40권 미리보기 보관됨 2019-04-02 - 웨이백 머신 | 41권 미리보기 보관됨 2019-04-02 - 웨이백 머신            | 42권 미리보기 보관됨 2019-04-02 - 웨이백 머신 |
| --------------------------------------------- | -------------------------------------------------------- | --------------------------------------------- |
| - 고요한 초반 - 료우스케의 작전 - 하얀 악마   | - 사신(死神) VS. 료우스케 - 단독 행동 - 숙명의 대결 다시 | - 갈등 - 다리 위의 사투 - 언더스티어          |

| 43권 미리보기 보관됨 2019-04-02 - 웨이백 머신 | 44권 미리보기 보관됨 2019-04-02 - 웨이백 머신   | 45권 미리보기 보관됨 2019-04-02 - 웨이백 머신 |
| --------------------------------------------- | ----------------------------------------------- | --------------------------------------------- |
| - 어머니와 아들 - 프랙티스 - 승산 20퍼센트    | - 각성하는 고우 - 가속하는 배틀 - 고민하는 신지 | - 초조 - 히어로 - 린의 진의                   |

| 46권 미리보기 보관됨 2019-04-02 - 웨이백 머신          | 47권 미리보기 보관됨 2019-04-02 - 웨이백 머신 | 48권(최종) 미리보기 보관됨 2019-04-02 - 웨이백 머신 |
| ------------------------------------------------------ | --------------------------------------------- | --------------------------------------------------- |
| - 최강의 적 - 선행하는 신지를 추격하라 - 각각의 스타일 | - 따라올 수 있어?! - 다른 차원 - 동조(同調)   | - 최종화 DREAM(꿈) - 절망의 심연 - 영광의 골라인    |

## 참고
- 이 작품의 특징은 인물 디자인은 다소 어색한 반면, 자동차나 배경 묘사에 박력이 있다. 더불어 독특한 의성음 표현은 이 작가의 특징으로 꼽힌다. 때때로 자동차와 이론에 대한 설명조의 해설이 길어지기도 하지만, 힘도 약한 구형차로 믿을 수 없을 정도의 스피드를 내며 (고갯길 내리막이라는 전제조건이 붙지만) 강력한 상대를 이겨나가는 전개에서 순수하게 카타르시스를 느낄 수 있다는 평가가 있는 반면, 다른 차 팬들에게는 폄하에 따른 불평도 있다. (특히 미쓰비시 랜서 에볼루션이나 닛산 스카이라인 등)
- 작가는 원래 타쿠미가 고교를 졸업하는 정도에서 완결할 예정이었으나, 출판사의 연장 요청에 따라 이 부분을 1부 끝으로 하고 프로젝트 D 편을 2부로 하고 있다.
- D의 의미는 작가가 한번 '드리프트의 D'라고 밝힌 적이 있으나, 프로젝트 D 편에서는 료스케의 입을 빌어 '진정한 다른 의미가 있다'고 하고 있다. 아직 그 의미는 밝혀지지 않았지만 적어도 특정 인물의 머리글자가 아닌 것은 확실하다. (등장인물 중에 머리글자에 D가 들어가는 중요한 인물은 없었으며, D의 진짜 뜻은 파이널 스테이지 이후에 료스케가 Dream의 D라 밝혔다.)
- 작품에 등장하는 주인공들의 무대인 '아키나 산'(秋名山)은 실존하지 않는 가공의 지명이다. 베이스가 된 곳은 군마현의 조모 3산(上毛三山) 중 하나인 하루나 산(榛名山)이다. 그리고 등장하는 나머지 2개의 산인 아카기 산과 묘기 산과 함께, 예전부터 심야에 롤링족 등이 출몰하여 위험한 주행을 벌여온 장소로 알려졌다. 지방 자치단체에서는 이들의 대처에 고심하다가 급기야는 위험한 커브길에 과속방지턱을 다수 설치하게 되었다. 또한 이로하자카에서의 카이戰 이후에는 실제로 작중 점프 장면을 따라하다가 사망사고가 난 경우도 있어, 현재는 모든 커브 구간마다 가드레일이 추가로 증설되어 있다.
- 이 작품의 애독자로는 츠치야 케이치(土屋 圭市), 오리도 마나부(織戸 学), 타니구치 노부테루(谷口 信輝), 이마무라 요이치(今村 陽一)와 같은 현역 프로 레이서들도 있다. 이들은 자칭 '하시리야(走り屋)' 출신으로 AE86을 몰았다는 공통점이 있다. 특히 츠치야 케이치는 애니메이션 제작에 줄곧 기술감수 역할로 참여, 직접 86의 엔진음 등을 녹음해 제공하기도 했다.
- 작품의 무대가 되는 시기는 1부 최초 시작시가 199X년이라는 설정. 1권에 'AE92가 나온 때가 타쿠미가 아직 초등학교 저학년이었을 때'라든가 '10년 전의 고물 86한테 졌다'는 등의 대사가 있고, 등장 차종도 1997년대까지 발매된 것들인 점으로 보아서도, 작가는 1부의 설정 연도를 1997년 전후쯤으로 잡고 있었다고 보인다. 만화 연재가 시작된 지는 10년 이상 지났지만 작품상의 시간은 아직 1년 정도밖에 지나지 않았다. 그러나 2부 프로젝트 D 편에 접어들면서, 등장하는 차종에서 점점 연도의 차이가 벌어지기 시작. 예를 들면 '신의 발' 호시노 코조의 닛산 스카이라인 R34 GT-R은 1999~2000년 발매 차량이나, 애니메이션 4th stage의 설정을 따른다면 2002년도 특별한정 모델이다. 이 밖에 여러 가지 세세한 면에서 연도에 모순되는 점을 찾을 수 있다.
- 이 작품에서 등장하는 차는 나츠키의 원조교제 상대가 타는 벤츠와 번외편에 나온 포르쉐 911을 제외하면 전부 일본 국내 차량이다. 반대로 실제 드리프트족들이 애용하는 차종 중에 아직 등장하지 않은 것으로는 닛산 페어레이디 Z, 도요타 수프라, 혼다 NSX 등의 대배기차량이나 외제 후륜구동 4도어 세단 종류가 꼽히고 있었으나, 35권을 보면, 이로하자카 산에서 타쿠미와 배틀 후 패배한 코가시와 카이가 기간한정 원정팀인 Racing Team.카타기리.Street.Version(이하 RT.카타기리.S.V) 팀의 멤버가 되어 다시 등장하게 되는데, 그때 그의 팀원 동료인 미나가와 히데오의 차량으로 토요타 수프라가 등장, 그리고 (최종 방위 라인팀으로 예상되는) 사이드 와인더팀 호조 고우의 차량으로 혼다 NSX가 등장하며, RT.카타기리.S.V 팀 다음으로 프로젝트 D의 진행을 저지하기 위해 구성된 카나카와 방위 라인인 〈제3 방위 라인〉팀인팀·스파이럴에서의 멤버 중 제로 이케다 류지의 차량으로 Z33형의 닛산 페어레이디 Z가 등장하고, 제로원 오쿠야마 히로야의 차량으로 닛산 실비아 스펙R이 등장한다.[2]

- 이니셜 D는, 일본에서 만든 유일한 자동차 만화라고 생각하는 사람들이 많다. 하지만 실제로 일본 내에서는 완간 미드나잇과 카페타 등의 자동차 만화들이 이니셜 D와 더불어 종횡무진하고 있다.

## 애니메이션
애니메이션 시리즈는 지상파 2개(1기, 2기), 극장판 1개(3기), OVA 4개(배틀스테이지 1/2, 엑스트라 스테이지 1/2), 그리고 위성방송(애니맥스)으로 3개(4기, 5기, 파이널 스테이지)가 나왔다.
- 애니메이션 시리즈의 특징으로는 무엇보다도 3D 컴퓨터 그래픽을 사용한 카 배틀 구현, 그리고 에이벡스(Avex) 레코드사의 지원하에 엄선된 '슈퍼 유로비트' 시리즈 곡들을 꼽을 수 있다. 특히 때때로 뮤직 비디오를 보는 듯한 착각을 불러일으킬 정도로 적절하게 사용된 유로비트 곡들은 방송 외에서도 인기를 모으며, 실생활에서 운전을 하다가 이들 곡을 들으면 '자신도 모르는 사이에 액셀을 밟고 있더라'는 사고 사례(?)도 적지 않다.
- 주제곡도 에이벡스 소속의 몇 그룹들이 부르고 있지만, 특히 혼성 3인조 무브의 곡이 다수여서, 이들을 이니셜 D와 떼어놓고 이야기할 수 없을 정도가 되었다. 이들은 나중에 '뇌명(雷鳴)~out of kontrol'이라는 곡의 뮤직비디오에서 애니메이션 세계에 들어가기도 하고, 애니메이션 4th stage 20화에서는 그 모습으로 카메오 출연까지 한다.
- 내용은 일부 삭제되거나 변경되기도 하지만, 큰 틀은 원작에 충실한 편이다. 1st stage, 2nd stage, 3rd stage의 경우 원작이 애니메이션보다 진행속도가 빠른듯 하다.
- 원작에 비하면 애니메이션의 인물들 말투는 다소 얌전해졌다. 또한 원작에서 작가의 해설로 설명하는 부분은 등장인물(주로 타카하시 료스케의 설명이 많음)의 대사로 바뀌었다.
- 번호판의 자리수가 실제 일본의 번호판과 살짝 다르게 설정되어 있다. 이것은 실존하는 번호와 겹치지 않기 위해 일부러 한 것이겠지만, 실사영화판 이니셜 D에서는 이 애니메이션판 번호판에서 일부 숫자를 파내서 필터링 처리한 것을 그대로 쓰고 있다.
- 타쿠미를 연기한 성우 미키 신이치로는 이 작품에 자극받아 자신도 AE86을 샀다. (성우계에서 상당한 자동차 매니아로 알려져 있다.) 케이스케 역의 세키 토모카즈는 운전 면허를 취득했다. 반면 료스케 역의 고야스 타케히토는 츠치야 케이치의 동승주행 체험 도중에 차멀미를 할 정도로 허약 체질.
- 이니셜D 일본에서 미국에 수출하였으면 특히 1st stage와 2nd stage는 미국에서 더빙하여 방송한 적이 있었다. 그런데 슈퍼 유로비트 음악이 나오지 않고 다른 음악으로 대체되었었다. 그리고 특히 등장인물들의 이름도 바뀌었었다. 예를 들어 타쿠미는 Tak(탁), 이츠키는 이기(Iggy), 이케다니는 Cole(콜레), 타카하시 케이스케는 K.T, 타카하시 료스케는 Ry, 나카자토 타케시는 Zack(자크) 등으로 이름을 바꾸었었다. 아마 미국에서 이름을 쉽게 부르기 위해 만들어낸 약자인 듯하다.
- 그렇게 미국에서 이니셜D1기,2기,3기,4,기,5기,6기 파이널스테이지를 포함해 무려 관객만 2억5690만관객을 달성하였다. 이에 관해 게임오락기계까지 미국에 이니셜D 인기로 수출되었으며 수출액만 1조500억이다.
- 이니셜D 애니메이션과,극장판,만화책까지 연재된 모두 금액을 따지면 총 1250조 5632억이다.
- 극장판으로만 따지면 총 약 1000조 정도이며 만화책은 93조 애니메이션은 157조원으로 예상된다 미국인구수는 2016년기준 3억2천만명정도 예상되는데 인구의 절반이상이 이니셜D를 본셈이다. 미국에서는 나이를 차이없이 어린이와 청소년 어른모두다 이니셜D의 관심이많아 유튜브에서 관련영상들이 많이나와있다
- 최근[언제?] 미국 퍼니메이션에서 무삭제, 무검열로 모든 시즌을 재더빙했으며 음성이 영어로 바뀌었다는 점만 빼면 예전 더빙판과는 다르게 캐릭터 이름, Move의 주제곡, 유로비트 곡 등을 손실없이 그대로 남겨두었다. 현재 더빙이 모두 완료되어 DVD까지 판매되고 있다.

### 지상파 TV

#### 이니셜 D
총 26편. 1998년 첫방송. 이후의 시리즈와 구분하기 위해 first stage를 붙이기도 한다.
- 오프닝 1:around the world - 노래:m.o.v.e (1~19화)
- 오프닝 2:BREAK IN2 THE NITE - 노래:m.o.v.e (20~26화)
- 엔딩 1:Rage your dream - 노래: m.o.v.e (1~14화)
- 엔딩 2:기적의 장미(꽃) 奇跡の薔薇（キセキノハナ） - 노래:Galla (15~26화)

1. 궁극의 두부가게 드리프트
  - Space Boy / 데이브 로저스
  - No One Sleep In Tokyo / 에도 보이즈
2. 복수 선언! 울부짖는 터보
  - BE MY BABE / JILLY
  - REMEMBER ME / LESLIE PARRISH
  - Spark In The Dark / 맨 파워
3. 다운힐 스페셜리스트 등장
  - Don't Stop The Music / Lou Grant
4. 교류전 돌입!
  - DANCE AROUND THE WORLD / DELTA QUEENS
  - GET ME POWER / 메가 에너지 맨
  - Running In The 90's / 맥스 커버리
5. 결전 Dog Fight!
  - Heartbeat / 나탈리
  - BREAK THE NIGHT / 토미 K
  - Back On The Rocks / 메가 에너지 맨
6. 새로운 도전자
  - Back On The Rocks / 메가 에너지 맨
7. 하시리야의 자존심
  - Back On The Rocks / 메가 에너지 맨
  - SAVE ME / LESLIE PARRISH
8. 타임업 직전!
  - MY ONLY STAR / SUSAN BELL
9. 한계 배틀! 86 VS GT-R
  - Rage your dream / m.o.v.e (연주판)
  - Running In The 90's / 맥스 커버리
  - Back On The Rocks / 메가 에너지 맨
  - BURNING UP FOR YOU / SARA
10. 폭렬! 5연속 헤어핀
  - Heartbeat / 나탈리
  - LONELY LOVE / SOPHIE
11. Dangerous 싱고 등장!
  - Night Fever / 데이브 로저스 & 메가 에너지 맨
  - DANCING / VICKY VALE
12. FR 죽이기 데스매치
  - LOVE & MONEY / ZA-ZA
  - DANCING / VICKY VALE
13. 이츠키의 첫 데이트
  - DANCING / VICKY VALE
  - ROCK IT DOWN / move
14. 진화하는 드리프트의 천재
  - Don't Stand So Close / 닥터 러브
  - DANCING QUEEN / KING & QUEEN
15. 타쿠미, 노도의 격주!
  - I Need Your Love / 데이브 시몬
  - World of move / m.o.v.e
  - Rage your dream / m.o.v.e
  - over drive / m.o.v.e
  - See you, my best love / m.o.v.e
16. 우스이 고개의 Angel
  - 쓰인 곡 없음
17. 서든데스 데스매치
  - LOVE IS IN DANGER / PRISCILLA
  - MAYBE TONITE / NORMA SHEFFIELD
18. 열풍! 격주! 우스이 고개
  - LOST INTO THE NIGHT / ELISA
  - STAY / VICTORIA
  - Wings Of Fire / Mako & Sayuki
19. 결판! 슈퍼 드리프트
  - EVERYBODY'S WARMING / TENSION
  - Wings Of Fire / Mako & Sayuki
20. The end of summer
  - Wanna fly to be wild / m.o.v.e
  - Rage your dream / m.o.v.e
21. 슈퍼스타로부터의 도전장
  - Saturday Night Fever / 데이브 로저스
22. 격투! 힐 클라임
  - LOVE & MONEY / ZA-ZA
  - ONE NIGHT IN ARABIA / GO GO GIRLS
23. 빗속의 다운힐 배틀
  - ROCK IT DOWN / m.o.v.e
  - NIGHT OF FIRE / 니코
  - past days ～追憶 / m.o.v.e
  - World of move / m.o.v.e
24. 아카기의 하얀 혜성!
  - SAVE ME / LESLIE PARRISH
  - Bust the future wall / m.o.v.e
25. 결전! Last Battle
  - Bust the future wall / m.o.v.e
  - World of move / m.o.v.e
  - Boom Boom Japan / 데이브 로저스
  - Black Out / Overload
26. 신 다운힐 전설! (최종회)
  - Night & Day / Mr.Groove
  - Beat Of The Rising Sun / 데이브 로저스
  - take me higher / m.o.v.e

이 시즌은 대한민국 방송 중 XTM에서 한국어 더빙을 하여 방영한바 있었다. 더빙판의 오프닝과 엔딩은 코요태가 번안하여 불렀다. 등장인물과 등장지명의 이름을 한국식으로 바꾸었지만 이것은 몇 누리꾼에게 비판을 받게된다. 이후 세컨드 스테이지부터는 일본어판 그대로하여 한글자막으로 방송을 하였다.

#### 이니셜 D second stage
총 13편. 1999년 첫방송.
- 오프닝:Blazin' Beat - 노래:move
- 엔딩:네가 있어 (キミがいる) - 노래:Galla

1. 규칙 위반의 슈퍼 웨폰
  - Burning Desire / Mega NRG Man
2. 란에보 군단, 아키나 진격!
  - 100 / Dave Rodgers
3. 패배의 예감
  - Mikado / Dave McLoud
  - 100 / Dave Rodgers
  - I LOVE YOU LIKE YOU ARE / VALENTINA
4. 타오르지 않는 승리
  - Make My Day / Derreck Simons
  - Take My Soul / Mickey B.
  - EVER AND EVER / QUEEN OF TIMES
5. 파멸로의 카운트다운
  - Speedy Speed Boy / Marko Polo
  - DON'T YOU (FORGET ABOUT MY LOVE) / SOPHIE
6. 안녕 86
  - Goodbye Yellow Brick Road / Wain L
7. 아카기 배틀, 백과 흑의 섬광!
  - Make My Day / Derreck Simons
8. 그 차 흉폭해지다
  - Station To Station / Derreck Simons
9. New 86 탄생
  - BIG IN JAPAN / ROBERT PATTON
10. 선전포고 86 터보!
  - 쓰인 곡 없음
11. 봉인은 풀렸다
  - 쓰인 곡 없음
12. 86 vs 86, 영혼의 배틀
  - Gimme The Night / Dave McLoud
  - Make Up Your Mind / Wain L
13. 변해가는 계절 속에서 (최종회)
  - Grand Prix / Mega NRG Man
  - Deja Vu / Dave Rodgers

### 극장판

#### 이니셜 D third stage
극장판. 2001년 상영.
- 오프닝:Gamble Rumble - 노래:move
- 엔딩:JIRENMA - 노래:Every Little Thing

- FLY TO ME TO THE MOON & BACK / THE SPIDERS FROM MARS
- Speed Lover / Speedman
- KISS ME GOODBYE / MICHAEL BEAT

(초기단계에서는 CRAZY NIGHT / BOYS BAND)
- Crazy For Love / Dusty
- IF YOU WANNA STAY / NORMA SHEFFIELD
- strike on / move
- Max Power / Dr. Love Feat. D.Essex
- STREET OF FIRE / DAVE McLOUD
- 스탭롤:The Race Is Over / Dave Rodgers

### OVA

#### 이니셜 D battle stage
이니셜 D battle stage(2002)
1st~3rd까지의 배틀씬만 모은 총집편. 1st의 CG는 새로 그렸으며, 원작이나 2nd stage에 없었던 케이스케 vs 세이지의 배틀을 추가. 후에 위성채널 애니맥스에서, 일부 배틀은 생략하고 대신 쓰치야・오리도・이마무라 3명의 특별대담 해설 코너를 넣은 특별편을 방송했다.
1. AE86 vs FD3S - 아키나, DOWNHILL, DRY, NIGHT
  - SUPERSONIC FIRE / ATRIUM (오프닝 BGM)
2. AE86 vs FD3S - 아키나, DOWNHILL, DRY, NIGHT
  - This Time / Derreck Simons
3. AE86 vs R32 - 아키나, DOWNHILL, DRY, NIGHT
  - Golden Age / Max Coveri
4. AE86 vs EG6 - 아키나, DOWNHILL, DRY, NIGHT
  - You're Gonna Be / Starlet
5. AE86 vs SIL-80 - 우스이, DOWNHILL, DRY, NIGHT
  - EMOTIONAL FIRE / DENISE
6. R32 vs FD3S - 묘우기, UPHILL(HILLCLIMB), DRY→WET, NIGHT
  - Get Ready For Loving / Black Power
7. AE86 vs S14 - 묘우기, DOWNHILL, WET, NIGHT
  - 24HOURS A DAY WITH YOU / Ace Warrior
8. AE86 vs FC3S - 아키나, DOWNHILL, DRY, NIGHT
  - JUMPING UP THE NATIONS / TOBY ASH
9. AE86 vs EVO4 - 아키나, DOWNHILL, DRY, NIGHT
  - LOVE KILLER / NANDO
10. AE86 vs EVO3 - 아카기, DOWNHILL, DRY, NIGHT
  - Take Me To The Top / D.Essex
11. FD3S vs EVO4 - 아카기, UPHILL(HILLCLIMB), DRY, NIGHT
  - SHE DEVIL / TRIUMPH
12. FC3S vs EVO3 - 아카기, DOWNHILL, DRY, NIGHT
  - Destination Love / Black Power
13. AE86 vs AE86 turbo - 쇼마루, OUTBOUND<->INBOUND, DRY, NIGHT
  - Doctor Love / Dr. Love
14. AE86 vs EVO3 - 이로하자카, DOWNHILL, DRY, NIGHT
  - KING OF THE NIGHT / THOMAS T.
15. AE86 vs SW20 - 이로하자카, DOWNHILL, DRY, NIGHT
  - Express Love / Mega NRG Man
  - Crazy For Your Love / Morris
16. AE86 vs GT4(CELICA GT-FOUR) - 아키나, DOWNHILL, SNOW, NIGHT
  - Dancin' In My Dreams / J.Storm
17. AE86 vs FC3S - 아카기, DOWNHILL, DRY, NIGHT
  - Generation / Dave Simon
18. 엔딩 BGM
  - Don't You Wanna Be Free / Wain L

이니셜 D battle stage 2(2008)
4th의 배틀씬만 모은 총집편. 원작에는 있었으나 4th stage에는 편집되었던 케이스케 vs 아즈로, 사카이와의 배틀을 추가. 아키나에서 벌였던 분타와의 배틀, 이케타니&켄지와 타쿠미&이츠키가 배틀한 상대였던 도쿄에서 온 2인조의 배틀도 추가되어있다.
1. AE86 vs NA6CE - MOMIJI LINE, DOWNHILL, DRY, NIGHT
  - FOREVER LOVE ME / SYMBOL
2. FD3S vs ER34 - MOMIJI LINE, UPHILL(HILLCLIMB), DRY, NIGHT
  - Power / Go 2
3. AE86 vs EK9 - SIONA SKYLINE, INBOUND<->OUTBOUND, DRY, NIGHT
  - TAKE ME FOREVER / DIGITAL PLANET
  - Shock Out / Fastway
4. FD3S vs INTEGRA(DC2) - SIONA SKYLINE, OUTBOUND, DRY, NIGHT
  - WELCOME PEOPLE / Mr.M
  - Don't Stop The Music 2006 / Lou Grant
5. AE86 vs EK9 - HAPPOUGAHARA, INBOUND->U TURN->OUTBOUND, DRY, NIGHT
  - SWITCH! / MELISSA WHITE & ACE
  - LET IT BURN / GO2
6. AE86 vs IMPREZA(GC8V) - AKINA, DOWNHILL, DRY, DAWN
  - DISCO FIRE / DAVE RODGERS
7. S13->AE85 vs S15 - AKINA, DOWNHILL, DRY, NIGHT
  - CRAZY & READY / PHIL
  - IDOL / IDOL
8. FD3S vs FD3S - SADAMINE, UPHILL(HILLCLIMB), DRY, NIGHT
  - LOVE SHINING / KASANOVA
9. AE86 vs ALTEZZA(SXE10) - SADAMINE, INBOUND, DRY, NIGHT
  - BE THE ONE / Mr.M
10. AE86 vs CAPPUCCINO(EA11R) - MASE, INBOUND, WET, NIGHT
  - SUN IN THE RAIN / MANUEL
  - PLAY LOUD / GO2
11. FD3S vs AE86(LEVIN) - MASE, OUTBOUND, WET, NIGHT
  - GETTING THE FEVER / LISA & ACE
  - PROMISE LAND / ANNALISE
12. FD3S vs EVO V(CP9A) - TSUCHISAKA, OUTBOUND, DRY, NIGHT
  - JUST FOR ME / VIVI
13. AE86 vs EVO VI(CP9A) - TSUCHISAKA, INBOUND, DRY, NIGHT
  - LONELY NIGHT 2006 - HELENA
14. FD3S vs R34(BNR34) - TSUKUBA FRUIT LINE, UPHILL(HILLCIMB)->U TURN->DOWNHILL, DRY, NIGHT
  - PRIDE / DAVE
  - LOVE FOR MONEY / MONEY MAN
  - BACK ON THE ROCKS / MEGA NRG MAN
15. AE86 vs S2000 - TSUKUBA FRUIT LINE, OUTBOUND<->INBOUND, DRY, NIGHT
  - LIVE FOR YOU / DAVE SIMON
  - FUTURELAND / ACE
16. 엔딩 BGM
  - SUPER EUROBEAT PRESENTS / INITIAL D FOURTH STAGE NON-STOP MEGAMIX WITH BATTLE DIGEST

#### 이니셜 D extra stage
2000년에,독자들의 요청으로 만들어진 스페셜 번외편.
마코와 사유키가 주인공으로 나온다.
- 오프닝:Get it All Right - 노래:Chilu
- 엔딩:NEXT - 노래:마코&사유키 (네야 미치코&카카즈 유미)/ 원곡: Feel like a queen - 노래: Chilu

- Don't need You / Chilu

- 푸른 바람 속에서 (蒼い風の中で) / 네야 미치코

- impact BLUE / 네야 미치코&카카즈 유미

주연인 타쿠미는 나오지 않고,나이트 키즈의 쇼지와 타케시,미야하라가 조연으로 나오며,
시간적 배경은,엠페러의 군마원정때이며,
엠페러 멤버와 마코,사유키의 교류전을 볼 수 있음.

#### 이니셜 D ~프로젝트 D를 향하여~
Fourth Stage 방송전에 제작한 소개프로. 1st~3rd의 총집편과 4th의 제작모습 등을 수록.

### 위성 TV

#### 이니셜 D fourth stage
총 24편. 위성채널 애니맥스와 SKY TV에서 2004년 4월 ~ 2006년 2월까지 방송.
- 오프닝 1:DOGFIGHT - 노래:move (1~10화)
- 오프닝 2:Noizy Tribe - 노래:move (11~24화)
- 엔딩 1:Blast My Desire - 노래:move (1~10화)
- 엔딩 2:Nobody reason~노아의 방주(ノアの方舟) - 노래:move (11~24화)

1. PROJECT D
  - Let's Go, Come On / Manuel
2. 전개! 다운힐 배틀
  - Go Beat Crazy / Fastway
  - We'll See Heaven / Digital Planet
3. 동당학원 최강의 남자
  - The Fire's On Me / Spock
4. 두가지 조언
  - SPEED CAR / D-TEAM
  - Revolution / Fastway
5. 승리를 향한 스타트라인
  - GIVE ME YOUR LOVE / dino starr
  - NIGHT TRIP / SylverR
6. 블라인드 어택
  - DON'T GO BABY / maiko
  - ALL AROUND / Lia
  - SECRET LOVE / Nutty
  - FOREVER YOUNG / SYMBOL
  - SKY HIGH / Lia
7. 폭풍의 85 터보
  - Supertonic Lady / Mega NRG Man
  - Midnight Lover / Dusty
8. 운명의 FD 배틀
  - Fly Away / Digital Planet
  - RIGHT NOW / DARK ANGELS
9. 쿄코의 고백
  - Power Of Sound / Ace
10. 사이타마 에리어 최종병기
  - STEEL BLADE / JEAN LOVE
11. 빗속의 다운힐 배틀
  - Drivin' Crazy / Ace
  - Rasing Hell / Fastway
12. 갈등의 직선주로
  - MOVIN' UP MOVING NOW / JEAN LOVE
  - On My Wings / Manuel
  - I BELIEVE IN LOVIN'YOU / BRAIN ICE
  - What You Need / Manuel
13. Motivation
  - WILD REPUTATION 2005 / DAVE RODGERS
  - I WANNA BE THE NIGHT / CHRIS T
14. 슬픈 Lonely Driver
  - GET THE FUTURE / maiko
15. 4WD 컴플렉스
  - No Control / Manuel
16. 분노의 힐 클라임
  - Blood And Fire / Powerful T.
  - KINGO KING'O BEAT / Fastway
  - I JUST WANNA CALL YOU NOW / NORMA SHEFFIELD
17. 사이타마 에리어 최종결전
  - MISSION IMPOSSIBLE / NICK MANSELL
  - FLY IN THE SKY / KAREN
18. Last Drive
  - 円 -MADOKA- / SaGa
19. 신의 발과 신의 손
  - City Lover City Rider / Matt Land
20. 초절 GT-R!
  - GO GO MONEY(FRIDAY NIGHT Ver.) / NEO
  - Back On The Rocks / Mega NRG Man
  - SO FRAGILE / PAMSY
21. Dog Fight
  - LOOKA BOMBA / GO2
  - Back On The Rocks / Mega NRG Man
  - Rider Of The Sky / Ace
22. 원 핸드 스티어의 마술
  - STOP TO GIVE UP / EUROFUNK
23. Endless Battle
  - Eldorado / DAVE RODGERS
  - CHEMICAL LOVE / KEVIN & CHERRY
  - ALL THAT I WANT / MR.M
24. 끝나지 않는 도전 (최종회)
  - Lucky Man / DAVE RODGERS
  - TAKUMI / NEO
  - Rage your dream / move

#### 이니셜 D Fifth Stage
이니셜D 피프스 스테이지는 ANIMAX에서 2012년 11월 9일 첫 화가 방송되었다. 만화로는 47권을 끝으로 완결되었으며, 13,14화는 2014년 5월에 마무리되었다.
만화방영일은 매달 첫째, 둘째 주 금요일 8시에 일본 애니맥스에서 방영된다.
- 오프닝: M.O.V.E의 Raise UP(1화~)
- 엔딩: Clutcho - Flyleaf(1화~7화)

- 8화부터 Move의 11집 수록곡이 엔딩음악으로 나오기 시작했다.

1.운명의 만남
- Gas Gas Gas / Manuel

2.새로운 전장
- Runaway / Leo River

3.데드 라인
- I Can't Stop Lovin' You / Dream Fighters
- Full Metal Cars / Daniel

4.인연의 리벤지 배틀
- When The Sun Goes Down / Ken Blast

5.후지와라 존
- Code:D / Igoda
- Limousine / Manuel
- Rockin' Hardcore / Fastway

6.케이스케의 오기
- Crazy On Emotion / Ace

7.제로(無)의 마음
- Speed Runner / King & Queen

8.하얀 악마...
- I Won't Fall Apart / Jagar

9.사신(死伸)
- The Race Of The Night / Dave Rodgers

10.종지부
- Pefrcet Hero / Chris Stanton
- On Your Wings / Rich Hard

11.종지부, 그리고...
- Ace / Wait For You (Dancefloor Night Mix)

12.브라더스
- Mistika / Rain

13.예상 밖의 배틀
- Ken Blast / The Top

14.결전!극한 힐클라임!
- Dejo&Bon / Wheel Power& Go!

#### 이니셜 D Final Stage
이니셜 D 파이널 스테이지는 2014년 5월 16일부터 같은 해 6월 22일까지 4부작으로 방영하였다. 정식 편성을 하지는 않았고 VOD 형태로 방영하였다.
- 오프닝: M.O.V.E의 Outsoar the rainbow
- 엔딩: M.O.V.E의 Gamble Rumble(1~3화), M.O.V.E의 Rage your dream(4화만)

1.내츄럴(Natural)
- DANCING ON THE STREET / DAVID DIMA

2.최강의 적
- MAGIC SUNDAY / DAVE RODGERS feat. FUTURA
- THE JUNGLE IS ON FIRE / J-STARK

3.위험한 냄새
- strike on / m.o.v.e
- FIRE / DAVE RODGERS

4.드림(Dream)
- CRAZY LITTLE LOVE / NUAGE
- WILD BOY BAD LOVE / JOE BANANA
- ADRENALINE / ACE
- Days / m.o.v.e

### Extra Stage 2
2008년,이니셜 D 10주년 기념으로 제작된 특별판 ova이다.
내용은 마코와 이케타니의 이루지못한 사랑을 다루었으며, 주연인 타쿠미와 나이트 키즈같은 비중있는 인물들도 카메오로 나온다.
3D 작업도 새로 도입된 기술을 사용해 완성도가 높다.

### 옥의 티
- 시리즈 전반
  - 원작과 비교하면 일부의 등장 인물의 말투가 원만한 것으로 변경되고 있다. 원작에서는 〈내레이션 풍의 작자에 의한 해설〉을, 등장 캐릭터의 대사에 옮겨놓고 있다. 그 때문에, 원작에서는 본래 그 자리에 없었던 인물이 있고, 그 인물이 해설을 하고 있는 것이 많은 듯 하다. 또, 내레이션이 없기 때문에, 앞차와의 차이가 심한 것 이상으로 타쿠미가 고전하고 있는 모습이, 원작을 모르면 전해지기 어려워지고 있다.
  - 흡연자가 많은 원작에서는 빈번히 흡연 씬을 볼 수 있지만, 거의 컷 되고 있다. 분타의 흡연 씬은 있지만, 사시사철 담배를 입에 물고 있는 인상의 원작에 비하면, 꽤 적게 나오고 있는 편. 다만, 원작에서는 흡연하지 않아야 할 타카하시 료스케의 흡연 씬이 First Stage에 몇 부분 존재한다.
  - 일부 캐릭터의 머리 모양이나 머리 색이 바뀌고 있다.[3].
  - 원작에는 등장하지 않는 오리지널 캐릭터가, 특히 First Stage에는 가끔 등장하는 일이 있다. 나츠키의 중학교 친구인 사오리나, 분타의 옛 아는 지인으로써 츠치야(츠치야 케이치)가 그 예이다.
  - 본래라면 Second Stage에 있었어야할 타쿠미의 선배, 츠카모토에 관한 스토리가 애니메이션에서는 생략 되었다(다만, 풍모가 비슷한 캐릭터가 갤러리로서 나왔다). 그럼으로 아카기산에서 사고를 내는 것은, 츠카모토는 아니고 Second Stage의 시작에 등장했던 캐릭터이다.
  - 원작에서는 타쿠미와 세이지의 배틀(애니메이션에서는 Second Stage)로 사용된 탈출 재가속 중시의 도랑 타기(도랑타기 파트 2)가 애니메이션에서는 First Stage의 마지막 배틀인 타쿠미와 료스케의 배틀에서 사용된 비장의 카드라고 나오며 평상시에는 냉정한 료스케가 드물게 감정을 노골적으로 드러내는 묘사가 이루어지고 있다.
  - 나카무라 켄타의 애차 실비아 Q's (S14형 전기형)의 넘버가 〈群馬72へ 35-918〉, 미키의 애차 셀리카 GT-Four(ST205형)의 넘버가 〈群馬73よ 27-431〉라고 하는7넘버(5 넘버의 대체)이지만, S14형 실비아와 ST205형 셀리카 GT-Four 모두 전폭이 1,700 mm이기에, 실제로는3넘버이다.
  - 원작에서는 현존하는 튜닝 파츠 메이커의 명칭이 등장하지만, 애니메이션판에서 그러한 명칭은 가공의 명칭으로 되어 있다(케이스케의 FD의 사이드에 붙어있는 스티커의 〈CUSCO〉나 〈GReedy〉등의 스티커가 〈MAX SPEED〉나 〈EXPRESS〉 등으로 바뀌어 있거나, 세이지의 에보 IV의 monster의 스티커가 monstor, 가 되고 있는 등. 다만 동당 학원 다이키의 EK9나 사카이의 DC2 및 동당 학원 데모 카의 EK9의 사이드에 붙여지고 있는 ADVAN의 스티커는, 예외에 제대로 표현되고 있다. 하지만 동당 학원의 위에 있는 큰 간판에는 DUNLOP이 아닌 DANDEP으로 표현되어있다.).
- First Stage
  - 9화에서, 료스케가 타쿠미· 나카자토를 추적 할 때, 직선 주로에서 스티어링이 틀어져 있거나, 다른 화에서는 코너에서 스티어링이 틀어져 있지 않는 씬이 있다.
  - 11화에서, 이케타니와 유이치가 이츠키의 85에 아키나 스피드 스타즈의 스티커를 떼려고하는 씬에서, 85 사이드 미러가 검은색이 아니고 바디와 동색인 흰색으로 되어 있다.
  - 24화에서, 분타가 유이치를 태우고 86으로 주행하는 씬에서는, 아키나산의 스케이트 센터의 직선 주로에서 86의 CG가 쓰여야 할텐데, 이케타니의 S13 CG가 사용되고 있다.
  - 같은 화에서, 아키나 산정상에서 RED SUNS가 자동차를 정차하는 씬의 2D애니메이션에서 앞에 있어야할 료스케의 하얀 FC3S가 FD3S로 바뀌어 있고, 뒤에 따라오는 케이스케의 노란 FD3S가 FC3S로 바뀌어 있고, 그 뒤에 따라오는 켄타의 S14는 리트럭터블식의 헤드램프가 쓰인 FD로 바뀌어 있었다.
  - 타쿠미가 85로 처음 상대한 차량은 Night Kids의 멤버임에도 불구하고 뒷 유리창에 THUNDERS(선더 화이어)의 스티커가 붙어있다.
  - 23화의 레인 배틀에서, 켄타의 S14 차체의 색이 검은색이 되거나 주황색이 되거나하여 씬 마다 변했다.
  - First Stage의 각 배틀 가운데, 일부의 차례가 원작과는 다른[4] First Stage의 마지막을 장식하기 위해 타쿠미와 료우스케의 배틀을 넣기로 했다.[5]).
  - First Stage는 일반 비디오, DVD와 렌탈용 비디오, DVD가 있지만, 초기에 나온 비디오는 후지TV 본방송시의 내용을 그대로 수록하고 있지만, DVD는 일부의 대사나 BGM을 바꿔넣고 있는 곳이 있다(Second Stage의 BGM을 넣은 예도 있다).
  - 라이선스를 취득하기 전인지, 자동차의 엠블럼이 조금씩 바뀌어 있다.(TRUENO가 TORENO가 되어 있거나, TOYOTA가 TOTAYO가 되어 있거나, 혼다의 엠블럼이 단순한 사각형이 되어 있다. Second Stage 이후는 라이선스를 취득했는지 바뀐 것이 여럿 있다).
  - 이케타니의 옷의 〈NISMO〉로고가 〈NISNO〉가 되어 있다.

- Second Stage
  - 타쿠미와 와타루의 배틀의 결착 방법이 원작과 다르다(타쿠미가 와타루를 앞지르기까지의 과정에 약간의 차이가 있는 이러한 일은 이것 이외에도 존재한다).
  - 케이스케와 와타루의 배틀 씬으로, 원작에서는 케이스케의 FD를 와타루의 86이 아카기산의 대피소에서 기다리고 있었지만, 애니메이션 (Second Stage)에서는 케이스케가 와타루의 배틀신청을 거절한후 와타루가 따라붙는 식이다.
  - 엠페러 팀이 아키나에 찾아왔다는 소식을 전하러온 이케타니의 뒷모습으로 NISSAN이 아닌 MISSAN이 보인다.

- Third Stage·Fourth Stage
  - Third Stage에서는 군데군데 원작과는 다른 장면이 있다[6].또, 종반의 전개가 원작과는 다르다.[7].
  - 미키의 애차의 셀리카 GT-Four가 원작에서는 검은색의 일본 내수사양이었던것에 비해, 애니메이션에서는 수출사양의 은색 2도어 쿠페로 변경돼 있다.
  - Fourth Stage의 거의 전 화로, 케스케의 배틀 씬이 컷 되고 있다(본편에서는, 아츠로戰과 사카이戰은 컷 되고 있다). 결국 이 배틀 씬의 자세한 전개는 OVA인 〈이니셜 D BATTLE STAGE 2〉로 수록되었다.
  - Fourth stage에 등장하는 인물 중에서 흡연자는 분타와 동당 사장 두 명뿐이다.
  - Fourth Stage의 16화에서, 타쿠미의 86이 멈추어 있는 씬으로, 카본보닛을 장착하기 전의 CG가 사용되고 있었다. (DVD판에서는 수정되어 있음)
  - Fourth Stage의 최종회에서, 타쿠미가 분타로부터 종이 컵을 받을 때, 86의 창을 열때 나는 소리가 파워 윈도 소리로 바뀌어 있다.

## 게임
이니셜D는 게임으로도 만들어졌다.
게임에는 슈퍼유로비트계 음악이 대거 삽입되었다.
오락실용 게임은 카드를 이용한 일종의 '저장'기능이 있다.
(단, 아케이드 ver.1은 카드를 이용한 저장기능이 없는 기기도 있다.)
PC로 발매된 이니셜D 마운틴 벤젼스는 미국에서 제작했기 때문에 미국판 설정대로 되어있고 슈퍼 유로비트계 음악이 나오지 않는다.
(원래 이니셜D 애니메이션 미국판에서는 슈퍼 유로비트 대신 랩이나 락 음악이 나왔다.)
1. (오락실용)이니셜D 아케이드 ver.1
2. (오락실용)이니셜D 아케이드 ver.2
3. (오락실용)이니셜D 아케이드 ver.3
4. (오락실용)이니셜D 아케이드 ver.4
5. (오락실용)이니셜D 아케이드 ver.5
6. (오락실용)이니셜D 아케이드 AA - 더블에이스
7. (오락실용)이니셜D 아케이트 AAX - 더블에이스 크로스
8. (오락실용)이니셜D 아케이드 ∞ - 인피니티
9. (오락실용)이니셜D 아케이드 제로
10. (PC)이니셜D 마운틴 벤젼스
11. (PS2)이니셜D 스페셜 스테이지2003년 6월 출시
12. (PSP)이니셜D 스트리트 스테이지2006년 2월 출시
13. (PS3)이니셜D 익스트림 스테이지2008년 7월 출시
14. ([GBA]) 이니셜 D 어나더 스테이지2002년 6월 출시